# Liste der politischen Parteien in Brasilien
Die Liste der politischen Parteien in Brasilien führt alle landesweit anerkannten politischen Parteien in Brasilien auf.

## Aktive, zu Wahlen berechtigte Parteien
Mit Stand 2020 sind 33 Parteien durch das Tribunal Superior Eleitoral, dem obersten Wahlgericht Brasiliens, zugelassen. Am 6. Oktober 2021 fusionierten die Democratas und der Partido Social Liberal zur União Brasil. Die Fusion wurde am 8. Februar 2022 vom TSE registriert.
| Name | Name                                           | Sigel         | Wahl- Nr. | Gründungstag        | Registrierung      | Mitglieder | Vorsitz                           | Spektrum                                             | Ideologie                                                                                      |
| ---- | ---------------------------------------------- | ------------- | --------- | ------------------- | ------------------ | ---------- | --------------------------------- | ---------------------------------------------------- | ---------------------------------------------------------------------------------------------- |
|      | Movimento Democrático Brasileiro               | MDB           | 15        | 15. Januar 1980     | 30. Juni 1981      | 2.163.450  | Baleia Rossi                      | Politische Mitte                                     | politischer Synkretismus                                                                       |
|      | Partido dos Trabalhadores                      | PT            | 13        | 10. Februar 1980    | 11. Februar 1982   | 1.535.390  | Gleisi Hoffmann                   | Politische Linke                                     | sozialdemokratisch, lulistisch nach Lula da Silva, reformistisch, entwicklungsorientiert       |
|      | Partido da Social Democracia Brasileira        | PSDB          | 45        | 25. Juni 1988       | 24. August 1988    | 1.379.564  | Bruno Araújo                      | Mitte-links                                          | sozialdemokratisch, parlamentaristisch, sozialliberal                                          |
|      | Progressistas                                  | PP            | 11        | 8. August 1995      | 16. November 1995  | 1.342.038  | Ciro Nogueira                     | Politische Rechte                                    | konservativ, populistisch, nationalistisch                                                     |
|      | Partido Democrático Trabalhista                | PDT           | 12        | 17. Juni 1979       | 10. November 1981  | 1.162.475  | Carlos Lupi                       | Mitte-links                                          | sozialdemokratisch, humanistisch, getulistisch                                                 |
|      | Partido Trabalhista Brasileiro                 | PTB           | 14        | 15. Mai 1945        | 3. November 1981   | 1.092.195  | Roberto Jefferson                 | Politische Mitte                                     | nationalistisch, „trabalhismo“                                                                 |
|      | União Brasil                                   | UNIÃO         | 44        | 06. Oktober 2021    | 08. Februar 2022   | 1.083.269  | Luciano Bivar                     | Bürgerliche Partei, Mitte-rechts                     | liberalkonservativ, liberaldemokratisch                                                        |
|      | Partido Liberal                                | PL            | 22        | 26. Oktober 2006    | 19. Dezember 2006  | 771.671    | José Tadeu Candelária             | Politische Mitte                                     | republikanisch, sozialliberal, protektionistisch                                               |
|      | Partido Socialista Brasileiro                  | PSB           | 40        | 2. April 1947       | 1. Juli 1988       | 641.532    | Carlos Siqueira                   | Politische Linke                                     | sozialdemokratisch, reformerisch                                                               |
|      | Cidadania                                      | Cidadania     | 23        | 26. Januar 1992     | 19. März 1992      | 459.082    | Roberto Freire                    | Mitte-links, Politische Linke                        | sozialdemokratisch, sozialistisch                                                              |
|      | Republicanos                                   | Republicanos  | 10        | 16. Dezember 2003   | 25. August 2005    | 478.791    | Marcos Pereira                    | Politische Rechte                                    | gesellschaftskonservativ, evangelikal, dominionistisch                                         |
|      | Partido Social Cristão                         | PSC           | 20        | 17. Mai 1985        | 29. März 1990      | 419.604    | Everaldo Dias Pereira             | Politische Rechte                                    | wirtschaftsliberal, gesellschaftskonservativ, rechtsreligiös                                   |
|      | Partido Comunista do Brasil                    | PCdoB         | 65        | 23. Juni 1988       | 23. Juli 1988      | 416.223    | Luciana Santos                    | Politische Linke, Linksextremismus                   | demokratisch-sozialistisch, kommunistisch, marxistisch-leninistisch, maoistisch, reformistisch |
|      | Podemos                                        | PODE          | 19        | 25. Mai 1995        | 2. Oktober 1997    | 409.225    | Renata Abreu                      | Mitte-links (ehemals), Mitte-rechts(heute)           | Protestbewegung(ehemals), wirtschaftsliberal, rechtsreligiös                                   |
|      | Partido Social Democrático                     | PSD           | 55        | 20. März 2011       | 27. September 2011 | 406.749    | Gilberto Kassab                   | Politische Mitte                                     | politisch-synkretistisch                                                                       |
|      | Partido Verde                                  | PV            | 43        | 17. Januar 1986     | 30. September 1993 | 365.643    | José Luiz de França Penna         | Mitte-links                                          | umweltaktiv, sozialliberal, föderalistisch, parlamentaristisch, politisch-synkretistisch       |
|      | Patriota                                       | Patriota      | 51        | 9. August 2011      | 19. Juni 2012      | 331.760    | Adilson Barroso                   | Politische Mitte (ehemals), Rechtsextremismus(heute) | ökologisch-konservativ (ehemals), theokratistisch, nationalistisch (heute)                     |
|      | Solidariedade                                  | Solidariedade | 77        | 25. Oktober 2012    | 24. September 2013 | 252.785    | Paulo Pereira da Silva            | Mitte-links                                          | „trabalhismo“                                                                                  |
|      | Partido da Mobilização Nacional                | PMN           | 33        | 21. April 1984      | 25. Oktober 1990   | 218.841    | Antonio Carlos Bosco Massarollo   | Mitte-links                                          | nationalistisch, progressivistisch, nativistisch                                               |
|      | Avante                                         | Avante        | 70        | 15. Mai 1989        | 11. Oktober 1994   | 212.374    | Luis Henrique Resende             | Politische Mitte                                     | „trabalhismo“, zentristisch                                                                    |
|      | Partido Trabalhista Cristão                    | PTC           | 36        | 11. Juli 1985       | 22. Februar 1990   | 189.450    | Daniel Tourinho                   | Mitte-rechts                                         | „trabalhismo“, liberalkonservativ, rechtsreligiös                                              |
|      | Partido Socialismo e Liberdade                 | PSOL          | 50        | 17. Juli 2004       | 15. September 2005 | 186.642    | Juliano Medeiros                  | Politische Linke, Linksextremismus                   | sozialistisch, marxistisch, trotzkistisch nach Nahuel Moreno und Ernest Mandel                 |
|      | Democracia Cristã                              | DC            | 27        | 9. Juli 1995        | 5. August 1997     | 178.547    | José Maria Eymael                 | Politische Rechte                                    | christdemokratisch, gesellschaftskonservativ, rechtsreligiös                                   |
|      | Partido Renovador Trabalhista Brasileiro       | PRTB          | 28        | 27. November 1994   | 28. März 1995      | 147.435    | Levy Fidelix                      | Politische Rechte                                    | „trabalhismo“, partizipatorisch, nationalkonservativ                                           |
|      | Partido Republicano da Ordem Social            | PROS          | 90        | 4. Januar 2010      | 24. Dezember 2013  | 119.744    | Marcus Vinícius Chaves de Holanda | Mitte-links                                          | sozialdemokratisch, republikanisch                                                             |
|      | Partido da Mulher Brasileira                   | PMB           | 35        | 13. September 2008  | 29. September 2015 | 47.091     | Suêd Haidar                       | Mitte-rechts                                         | Antifeminismus, egalitäre Gesellschaft, Frauenrechte                                           |
|      | Partido Novo                                   | NOVO          | 30        | 12. Februar 2011    | 15. September 2015 | 42.119     | Eduardo Ribeiro                   | politische Mitte                                     | liberal, wirtschaftsliberal                                                                    |
|      | Rede Sustentabilidade                          | REDE          | 18        | 16. Februar 2013    | 22. September 2015 | 33.355     | Zé Gustavo, Marina Silva          | Mitte-links                                          | umweltaktiv, Dritter Weg, sozialdemokratisch, für nachhaltige Wirtschaft, fortschrittlich      |
|      | Partido Socialista dos Trabalhadores Unificado | PSTU          | 16        | 5. Juni 1994        | 19. Dezember 1995  | 15.821     | José Maria de Almeida             | Linksextremismus                                     | sozialistisch, kommunistisch, marxistisch-leninistisch, trotzkistisch nach Nahuel Moreno       |
|      | Partido Comunista Brasileiro                   | PCB           | 21        | 25. März 1922, 1987 | 9. März 1996       | 12.757     | Edmilson Costa                    | Linksextremismus                                     | sozialistisch, kommunistisch, marxistisch-leninistisch                                         |
|      | Partido da Causa Operária                      | PCO           | 29        | 7. Dezember 1995    | 30. September 1997 | 4.366      | Rui Costa Pimenta                 | Linksextremismus                                     | sozialistisch, kommunistisch, marxistisch-leninistisch, trotzkistisch                          |
|      | Unidade Popular                                | UP            | 80        | 16. Juni 2016       | 10. Dezember 2019  | 1.116      | Leonardo Péricles                 | Politische Linke                                     | sozialistisch, antikapitalistisch, marxistisch                                                 |